# Рамзаева, Тамара Григорьевна
Тамара Григорьевна Рамзаева (1928—2014) — советский и российский учёный в области педагогики, доктор педагогических наук (1975), профессор (1976). Действительный член РАО (1996).

## Биография
Родилась 28 октября 1928 года в Москве.
С 1945 по 1950 год обучалась в Горьковском государственном педагогическом институте, который окончила с отличием.
С 1950 по 1953 год работала учителем русского языка и литературы в ленинградской средней общеобразовательной школе. С 1953 по 1958 год преподавала во Втором Ленинградском педагогическом училище. с 1958 по 1961 год проходила обучение в аспирантуре при Ленинградском государственном педагогическом институте имени А. И. Герцена. С 1961 по 2003 год занималась педагогической деятельностью в Ленинградском государственном педагогическом институте имени А. И. Герцена в должностях ассистента, доцента и профессора, заведующий кафедрой педагогики и методики начального обучения.
В 1958 году Т. Г. Рамзаева защитила диссертацию на соискание учёной степени кандидат педагогических наук по теме: «Усвоение младшими школьниками синтаксических отношений в предложных конструкциях», в 1975 году — доктор педагогических наук по теме: «Взаимосвязь лексики, словообразования и грамматики как методическая основа обучения младших школьников русскому языку». В 1976 году приказом ВАК ей было присвоено учёное звание профессор. В 1996 году была избрана действительным членом РАО по Отделению общего среднего образования.
Основная научно-исследовательская деятельность Т. Рамзаевой была связана с вопросами в области исследований проблем начального языкового и литературного образования. Т. Г. Рамзаева была председателем специализированного совета по защите кандидатских диссертаций и членом докторских специальных советов РГПУ имени А. И. Герцена, председателем учебно-методической комиссии Министерства народного образования РСФСР и членом Президиума Научно-методического совета по педагогике и методике начального обучения Государственного комитета РСФСР по народному образованию. Является автором более двухсот научных трудов и множества учебников для среднеобразовательных учебных заведений, при её непосредственном участии и при научном руководстве было подготовлено более сорока докторских и кандидатских диссертаций.
Скончалась 13 декабря 2014 года в Москве на 87-м году жизни.

## Награды
- Орден Знак Почёта[4]
- Медаль «За трудовую доблесть»[1]
- Медаль «Ветеран труда»[1]
- Медаль К. Д. Ушинского[4]
- Почётный работник высшего профессионального образования Российской Федерации[4]